# Pablo Melgar
Pablo Sebastián Melgar Torino (Città del Guatemala, 14 gennaio 1980) è un calciatore guatemalteco, difensore centrale del CSD Municipal.

## Carriera

### Club
Cresciuto nelle giovanili del Comunicaciones, viene notato a 18 anni dall'Universidad Católica, che lo integra nella rosa del settore giovanile. Nel 1999 passa all'Atlético Tembetary, poi allo Zacapa e all'Antigua GFC nel giro di due anni. Nel 2002 passa all'Aurora FC, dove gioca fino al 2004, anno nel quale si trasferisce al CSD Municipal, dove rimane fino al 2006 segnando due reti in 56 partite. Nel 2007 passa brevemente al Deportes Antofagasta, in Cile, prima di tornare al CSD Municipal.

### Nazionale
Con la Nazionale di calcio guatemalteca ha giocato 55 partite; ha partecipato alla CONCACAF Gold Cup 2007.